# Габдула Челбир
Габдулла Челбир Велики (или само Челбир) е владетел на Волжка България от 1178 до 1225 г.
Син е на Улуг-Мохамед Отяг Джанги. По време на управлението на Челбир Велики, Волжка България се укрепила икономически, създала се голяма и боеспособна армия. Границите на Волжка България по време на неговото управление включват огромната територия от река Дон и от съвременния град Севастопол (тогава Сара Керман) до земите източно от река Енисей както и от северния ледовит океан до Каспийско море и езерото Балхаш. Столицата се преместила от град Болгар в град Биляр.

## Начало на управлението
Времето, когато хан Челбир управлявал, било размирно. Той се заел да изглади противоречията между различните племена в състава на държавата. Той помирил и различните религии. Започнал да укрепва границите на Волжка България като построявал редица нови крепости и завършвал стари укрепления. Били прокопани редица ровове и канали. Армията била разделена на редовна войска и опълчение. Тези неща Челбир направил заради надигащите се на изток монголо-татари на Чингис хан. Челбир посетил и някои съседни държави, за да си осигури съюзници.

## Войни с куманите
Още след възкачването на трона, емир Челбир е трябвало да се бори с куманите, които по това време заемали степите на север от Черно море. Част от куманите са били съюзници на прабългарите и живеели в пределите на държавата. Друга част обаче продължавала да извършва опустошитени набези на територията на Волжка България. Той започнал война срещу отцепилите се части от куманите и тя траела няколко години. Габдула Челбир постигнал успех като привлякъл куманите за съюзници и мирът, който е бил установен, се запазил до края на управлението му.

## Война с монголо-татарите
На 23 май 1223 година близо до град Калка се срещнали обединените войски на Руските княжества и техните съюзници куманите срещу настъпващата монголска армия водена от Субетей. Това сражение завършило с пълно поражение на Руските княжества и техните съюзници, обаче монголската армия била изтощена, затова Субетей решил да се оттеглят временно. Връщайки се те преминали през Поволжието и територията на Волжка България. След битката при река Калка и поражението на съюзниците, разбирайки за опасността, Челбир започнал приготовление за война, давайки си сметка, че армията на Чингис хан, водена от Субетей, е непобедима дотогава. Той заповядал да се съберат хора за армията му и да се започне подготовка за война. Към войската му се присъединили и няколко кумански отряда, както мордовските принцове Пуреш и Пургаз. През септември същата година се състояла Овнешката битка. Габдула искал да надхитри противника и да го вкара в капан. Затова той избрал района около Жигулевските възвишения и поставил капан на врага. Идвайки, войските на Субетей се натъкнали на малобройна волжко-българска войска, която след краткотрайна схватка лесно обърнали в бягство. Монголските войски подгонили бягащите прабългари и влезли в капана. От едната страна е била река Волга, а от другата страна Жигулевските възвишения. При опит да избягат, монголите са щели да се удавят или да попаднат на многото други капани устроени от прабългарите. Когато основните войски на монголите влезли в капана прабългарите ги обградили, нанасяйки им поражение. Били пленени 4000 войници, които Габдула заменил за 4000 овена, именно от това идва името на битката. Тази битка останала в историята като единствената битка в която Чингис Хан е загубил докато е жив.
Златната орда е задържана за около 15 години отвъд Волжка България и далеч от тогавашния западен свят.
А. Халилов написал за това събитие:„Съпротивата на България, продължила до 1278 г., е първопричината Русия и руските земи да не бъдат включени в състава на Златната орда. В това отношение може да се каже, че Волжка България е спасила Древна Русия от унищожение“.

## Мавзолей
Кан Челбир е погребан в град Болгар. Неговият мавзолей е запазен и се посещава от туристи.